# ایزو ۲–۶۳۹
ISO 639-2 یا ایزو ۲–۶۳۹ رده دوم استانداردهای ایزو ۶۳۹ است که برای نامگذاری اختصاری زبان‌های شناخته شده بکار گرفته می‌شود. کلیه کدهای زبانی در این رده از سه نویسه تشکیل شده‌اند. تاکنون ۴۶۴ ورودی در فهرست کدهای ISO ۶۳۹–۲ ثبت شده‌است.

## کد زبان‌های مشترک
بعضی از کدهای ایزو ۲–۶۳۹ نمایش‌گر زبان‌ها به صورت کلی هستند و این زبان‌ها به عنوان زبان‌های مشترک در نظر گرفته شده‌اند و از استاندارد ایزو ۶۳۹-۳ خارج شده‌اند.
زبان‌های با کد مشترک در ISO 639-2 به شرح زیر هستند.
کدهای زیر از ISO 639-5 حذف شده‌اند
- bih Bihari (has the ISO 639-1 code bh)
- him هیماچال پرادش

کدهای فهرست شده در ISO 639-5 (و به عنوان کد مشترک در ISO 639-2):
- afa زبان‌های آفروآسیایی
- alg زبان‌های آلگونکویان
- apa Apache languages
- art زبان فراساخته
- ath زبان‌های آتاباسکی
- aus زبان‌های بومی استرالیا
- bad Banda languages
- bai Bamileke languages
- bat زبان‌های بالتیک
- ber زبان آمازیغی
- bnt زبان‌های بانتو
- btk Batak languages
- cai Central American Indian languages
- cau زبان‌های قفقازی
- cel زبان‌های سلتی
- cmc Chamic languages
- col Shilluk language
- cpe creoles and pidgins، English-based
- cpf creoles and pidgins، French-based
- cpp creoles and pidgins، Portuguese-based
- crp کریول and نیم‌زبانs
- cus زبان‌های کوشی
- day Land Dayak languages
- dra زبان‌های دراویدی
- fiu زبان‌های فین‌واوگری
- gem زبان‌های ژرمنی
- ijo Ijo languages
- inc زبان‌های هندوآریایی
- ine زبان‌های هندو-اروپایی
- ira زبان‌های ایرانی
- iro Iroquoian languages
- kar Karen languages
- khi زبان‌های خویسان
- kro Kru languages
- map زبان‌های آسترونزیایی
- mkh زبان‌های آستروآسیایی
- mno Manobo languages
- mun Munda languages
- myn زبان مایایی
- nah زبان ناهواتل
- nai زبان‌های بومی آمریکا
- nic زبان‌های نیجر-کنگو
- nub Nubian languages
- oto Otomian languages
- paa Papuan languages
- phi زبان‌های فیلیپینی
- pra پراکریت
- roa زبان‌های رومی
- sai زبان‌های بومی آمریکا
- sal Salishan languages
- sem زبان‌های سامی
- sgn زبان اشارهs
- sio Siouan languages
- sit زبان‌های چینی-تبتی
- sla زبان‌های اسلاوی
- smi زبان‌های سامی (اورالی)
- son زبان‌های سنغای
- ssa زبان‌های نیلوصحرایی
- tai زبان‌های تای
- tup زبان‌های توپیایی
- tut زبان‌های آلتایی
- wak Wakashan languages
- wen زبان‌های سوربی
- ypk Yupik languages
- znd Zande languages

کدهای خاص در ISO 639-2:
- und undetermined (language)
- mis uncoded language
- mul multiple languages
- zxx no linguistic content، not applicable